# Abbas I. (Ägypten)

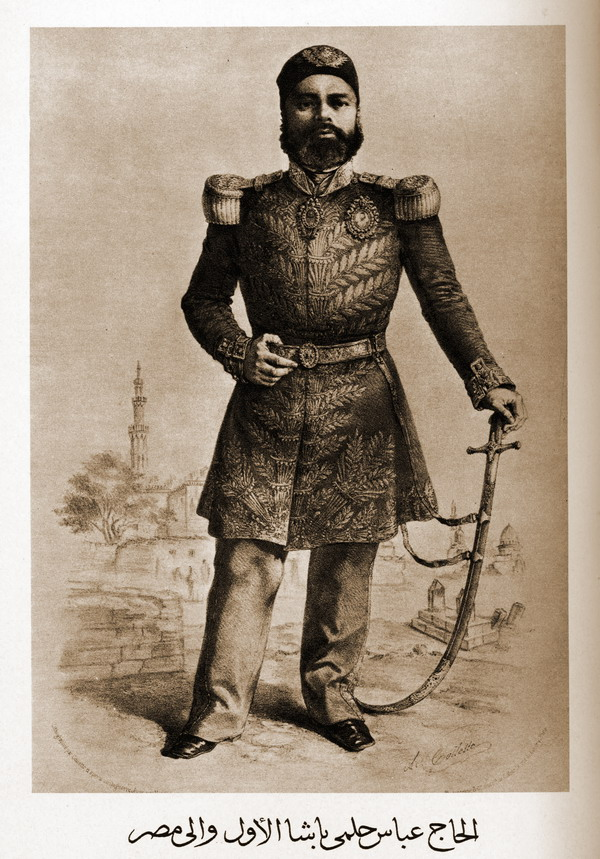
Abbas I.

Abbas Hilmi I. (arabisch عباس حلمي, DMG ʿAbbās Ḥilmī; * 1. Juli 1813 in Dschidda; † 13. Juli 1854 in Banha) war 1849–1854 Wali von Ägypten, das damals offiziell zum Osmanischen Reich gehörte, aber unter der Dynastie des Muhammad Ali eine relative Unabhängigkeit erlangt hatte.

## Leben
Abbas Hilmi I. war ein Sohn des 1816 jung verstorbenen Ahmad Tusun und einer arabischen Beduinin sowie Enkel von Muhammad Ali Pascha. Er kam 1813 in Dschidda zur Welt, wo sein Vater eben weilte, um sich am Feldzug Ibrahim Paschas gegen die Wahhabiten zu beteiligen. In Kairo erzogen, erhielt er durch die Gunst seines Großvaters bereits in jungen Jahren verschiedene hohe Verwaltungsämter. Er wurde Generalinspektor der Provinzen und bald darauf erster Minister und Präsident des Rats von Kairo. Auf diesem Posten, den er acht Jahre lang bekleidete, gewann er die allgemeine Achtung sowohl der Ägypter als auch der europäischen Konsuln. Während des Kriegs von 1841 in Syrien befehligte er eine Division der ägyptischen Armee.
Als Muhammad Ali Pascha einer Geisteskrankheit verfiel, wurde zunächst sein Sohn Ibrahim Pascha im Juli 1848 Regent. Nachdem Ibrahim kurz darauf noch vor seinem Vater am 10. November 1848 verstorben war, folgte nach der Ordnung des Seniorats sein Neffe Abbas Hilmi I. Dieser war damals auf einer Wallfahrt nach Mekka begriffen, kam gegen Ende November nach Alexandria zurück und hielt, nachdem am 7. Dezember der Bestätigungs-Ferman öffentlich verlesen worden war, am 24. Dezember 1848 seinen feierlichen Einzug in Kairo. Die persönliche Belehnung mit Ägypten erfolgte am 13. Januar 1849 in Istanbul, und er erhielt dabei den Rang eines Großwesirs, denn bei Lebzeiten von Muhammed Ali Pascha wollte der Sultan dem ägyptischen Regenten nicht den Titel eines Wali verleihen. So erhielt Abbas diese Würde erst, nachdem Muhammad Ali Pascha am 2. August 1849  der Tod ereilt hatte.
Das oft strapazierte Bild, Abbas sei ein grausamer, reaktionärer und wollüstiger Despot gewesen, könnte auf absichtlich überzeichnete Berichte politischer Gegner zurückgehen. Unter ihm wurden einige der europäischen Reformen Muhammad Ali Paschas wieder rückgängig gemacht, viele von diesem eröffnete kostspielige Manufakturen und Schulen geschlossen. Die expansive Politik seiner Vorgänger setzte Abbas nicht fort und verzichtete auf Eroberungen durch Waffengewalt. Er verminderte Heer und Flotte, hob das Handelsmonopolwesen auf, schaffte die Kopfsteuer für Christen und Juden ab, begünstigte die Ackerbauindustrie und senkte die Gehälter hoher Beamter. Dass Abbas Reformen nach dem Vorbild europäischer Mächte ablehnend gegenüberstand, führte zu geringeren Staatsausgaben und damit für die ärmeren Bevölkerungsschichten zu Steuerentlastungen; diese mussten außerdem weniger Fronarbeit leisten.
Um den französischen Einfluss in Ägypten zu schwächen, entließ Abbas viele Franzosen aus dem Staatsdienst und lehnte den von Frankreich geplanten Bau des Sueskanals ab. Im Gegenzug näherte sich der Wali dafür Großbritannien an. Die Osmanen versuchten unterdessen, wieder ihren Einfluss in Ägypten auszubauen. Unterstützt wurden sie dabei u. a. von einer dem Wali feindlich gesinnten Partei, die aus Mitgliedern seiner eigenen Familie und aus abgesetzten Staatsbeamten bestand, z. B. dem flüchtigen Handelsminister Artim Bey, der von Konstantinopel aus gegen Abbas agitierte. So trat die Hohe Pforte im Februar 1851 mit dem Befehl der sofortigen Einführung des Tanzimat und mit zahlreichen weiteren Forderungen an Abbas heran, deren Erfüllung seine Macht entscheidend geschwächt hätte. Dementsprechend war der Wali nicht gewillt, den osmanischen Anordnungen Folge zu leisten.
Im Juli 1851 erlaubte Abbas den Bau der ersten ägyptischen Eisenbahn von Alexandria nach Kairo durch die Briten; die Leitung hatte Robert Stephenson inne. Dafür erhielt Abbas von Großbritannien Unterstützung in seinem Konflikt mit der Hohen Pforte. Diese erhob denn auch gegen den ohne ihre Genehmigung abgeschlossenen Eisenbahnvertrag am 4. September 1851 Protest. Während jedoch dieser Streitpunkt sich bald durch den, unter dem am 4. November 1851 erlassenen großherrlichen Ferman über die Genehmigung des Kontrakts erledigte, kam es auch bezüglich der übrigen Fragen zum Ausgleich, indem die Hohe Pforte Anfang 1852 Mehmed Fuad Pascha nach Ägypten schickte, um mit dem Wali zu verhandeln. Dieser setzte demnach die Dienstzeit des Militärs herab und versprach den Osmanen die Zahlung höherer jährlicher Tribute sowie die Einführung des Tanzimat. Dafür erhielt er die Befugnis, in Mordfällen die Todesstrafe zu verhängen, die Ägypter zum Fron- und Militärdienst zu verpflichten sowie das Aufsichtsrecht über alle Mitglieder der Familie Muhammad Ali Paschas auszuüben.
Beim Ausbruch des Krimkriegs 1853 unterstützte Abbas die Osmanen militärisch gegen Russland, indem er ihnen die Flotte des Nillandes sowie 15.000 Mann der ägyptischen Armee zur Verfügung stellte; außerdem sandte er ihnen Getreidelieferungen. Infolgedessen wurde bald der russische Generalkonsul in Ägypten von seiner Regierung abberufen. Inzwischen war auch der Eisenbahnbau unter Leitung britischer Ingenieure rasch fortgeschritten; die 105 km lange Strecke von Alexandria bis zum Nil wurde am 4. Juli 1854 eröffnet.
Abbas lebte zuletzt isoliert in seinem Palast in Banha, wo er am 13. Juli 1854 auf einem Diwan in einem Salon tot aufgefunden wurde. Der offiziellen Version, der erst 41-jährige Wali sei einem Schlaganfall erlegen, wurde häufig misstraut und stattdessen vermutet, dass ihn zwei seiner Haussklaven strangulierten.
Nachfolger wurde sein Onkel Muhammad Said.

## Nachkommen (Auswahl)
- Ibrahim al-Hami (3. Januar 1836 – 9. September 1860)